# Hoste (Insel)
Hoste (spanisch Isla Hoste) ist eine der südlichsten Inseln Chiles und mit einer Fläche von 4117 km² nach Isla Grande de Tierra del Fuego die zweitgrößte Insel des Feuerland-Archipels und die fünftgrößte Insel Chiles.

## Geographie
Südlich der Isla Grande und westlich der Isla Navarino gelegen stellt die Isla Hoste im Westen des Beagle-Kanals dessen südliche Begrenzung dar; der Murray-Kanal wiederum trennt die Inseln Hoste und Navarino. Im Süden der Insel liegt die Drakestraße. Im Osten trennt die Bahía Nassau die Insel von den 15 bzw. 16 km entfernten Inselgruppen Wollaston (Isla Grevy) und Hermite (Isla Hermite).
Der südlichste Punkt der Insel findet sich auf der Hardy-Halbinsel und trägt den Namen Falsches Kap Hoorn. Der höchste Punkt der sehr bergigen Insel erreicht eine Höhe von 1402 Metern.

## Verwaltung
Die Insel gehört administrativ zur Kommune Cabo de Hornos, die Teil der zur Región de Magallanes y de la Antártica Chilena gezählten Provinz Antártica Chilena ist. Der Westteil Hostes ist Teil des Nationalparks „Alberto de Agostini“.

## Geschichte
Die Insel wurde gegen Ende des 19. Jahrhunderts durch eine französische wissenschaftliche Expedition erforscht. Schon zuvor war Hoste ein Ort erfolgloser Viehzuchtprojekte der chilenischen Regierung. Nach den Fehlschlägen wurde die Insel wieder verlassen. Bis ins 20. Jahrhundert lebten auf Hoste einige Yámana-Familien, die von Abenteurern und Fischern dahingerafft wurden. 1978 diente die Insel während der Operation Soberanía chilenischen Kriegsschiffen im fleet in being als Station, jedoch ohne dass die Insel bewohnt gewesen wäre.
Forschungen von Jorge Milla aus den letzten Jahren des 20. Jahrhunderts belegen die Fragilität und Debilität des pflanzlichen Bewuchses im Westteil Hostes. Der Osten der Insel ist weiterhin weitgehend unerforscht. Auf der Isla Hoste finden sich die südlichsten Bäume der Erde (Nothofagus antarctica).
In seinem Werk Die Schiffbrüchigen der „Jonathan“ beschreibt Jules Verne eine imaginäre Republik auf dieser Insel.